# Epidiaspis salicis
Epidiaspis salicis är en insektsart som först beskrevs av Bodenheimer 1944.  Epidiaspis salicis ingår i släktet Epidiaspis och familjen pansarsköldlöss. Inga underarter finns listade i Catalogue of Life.